# Josias Daoudou
Pour les articles homonymes, voir Daoudou.
Pas d'image ? Cliquez ici

a Compétitions nationales et continentales officielles uniquement.

b Matchs officiels uniquement.
Dernière mise à jour le 17 mars 2025.
Josias Daoudou est un joueur français de rugby à XV et à sept. Formé au poste d'arrière à l'US Romans Péage, où il fait ses débuts en Fédérale 1 en 2015, il poursuit sa carrière au Valence Romans Drôme Rugby jusqu'en 2017, année où il s'engage avec l'équipe de France de rugby à sept avec qui il dispute les World Rugby Sevens Series.

## Carrière
Josias Daoudou commence à pratiquer le rugby à XV en 2011 au FC Tain Tournon après quelques années d'athlétisme. Il intègre ensuite le centre de formation de l'US Romans Péage en 2014. Cette saison là, il est sacré champion du tournoi des deux hémisphères à Johannesbourg avec la sélection Rhône-Alpes des moins de 20 ans. Il fait ses débuts en Fédérale 1 la saison suivante, jouant treize matchs pour cinq titularisations et deux essais.
Il fait partie pour la saison 2016-2017 de l'effectif du Valence Romans Drôme Rugby en Fédérale 1 « élite », et commence en parallèle sa carrière de rugby à sept.
En juillet 2016, il honore sa première sélection avec l'équipe de France de rugby à sept, lors du Seven's Grand Prix Series à Gdynia. La France se classera à la seconde position du Grand Prix. Il participe alors à plusieurs tournois internationaux avec des équipes privées tels que les Bleus Sevens, où les Samurai 7.
Repéré par le staff tricolore lors d'un tournoi amateur à Las Vegas, Josias rejoint l'équipe de France pour l'étape des World Rugby Sevens Series de Vancouver.
Il s'engage avec la Fédération française de rugby sous contrat fédéral pour la saison 2017-2018.
Après une saison disputée sous le maillot de l'équipe de France à sept, il reprend la pratique du rugby à XV et s'engage avec le CS Bourgoin-Jallieu.